# Магомерзоев, Мусса Магомирзоевич
Мусса Магомирзоевич Магомерзоев (1900 год, Чечен-Аул, Терская область, Российская империя — 1963 год, Грозный, Чечено-Ингушская АССР, РСФСР, СССР) — советский передовик производства, активный участник стахановского движения.

## Биография
Работал в Октябрьском районе в одном из подразделений «Грознефти». Прославился как один из лидеров стахановского движения. В несколько раз перевыполнял нормы добычи нефти. Имел награды за трудовую доблесть.
В годы Великой Отечественной войны имел бронь как работник жизненно важного объекта нефтегазодобычи.
Неоднократно избирался в районный совет депутатов[где?]. В 1937 году был избран депутатом Совета национальностей в Верховного Совета СССР.
Местная пресса 1930—1940-х годов многократно рассказывала о трудовых подвигах Магомирзоева. В Чечено-Ингушском краеведческом музее до начала событий 1990-х годов хранились материалы о Муссе Магомирзоеве. Чеченский писатель Саид Бадуев посвятил ему один из своих очерков. Умер в Грозном после продолжительной болезни. Похоронен в селе Чечен-Аул.

## Награды
- Орден Ленина;
- Орден «Знак Почёта»;
- Орден Трудовой Славы;
- Знак «Отличник социалистического соревнования Наркомнефти».

## Галерея

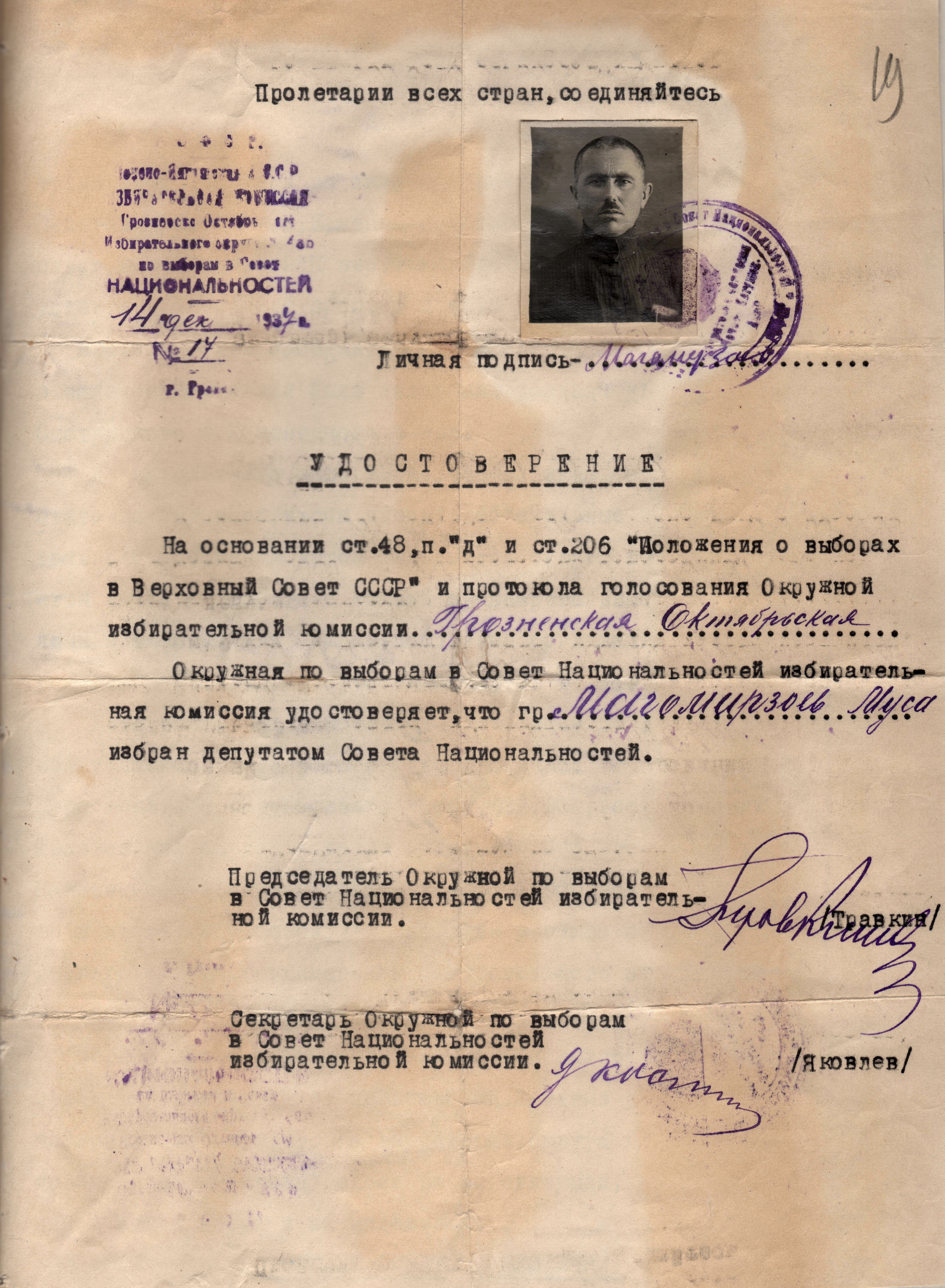
Удостоверение депутата ВС СССР 1 созыва Магомирзоева Мусы